# Посмашновка
Посмашновка (укр. Посмашнівка) — село,
Броварковский сельский совет,
Глобинский район,
Полтавская область,
Украина.
Население по переписи 1987 года составляло 20 человек.
Село ликвидировано в 1996 году.
Село указано на трехверстовке Полтавской области. Военно-топографическая карта.1869 года как хутор Посьмяшный.

## Географическое положение
Село Посмашновка примыкает к селу Пелеховщина.

## История
- 1996 — село ликвидировано[1].